# Papestra taunensis
Papestra taunensis är en fjärilsart som beskrevs av Fuchs 1899. Papestra taunensis ingår i släktet Papestra och familjen nattflyn. Inga underarter finns listade i Catalogue of Life.